# Milo Manara
Milo Manara (hipocorístico de Maurilio Manara; Luson, provincia de Bolzano; 12 de septiembre de 1945) es un historietista italiano, considerado maestro indiscutible del cómic erótico, gracias a obras como HP y Giuseppe Bergman (1978), El Clic (1984) y El perfume del invisible (1986).

## Biografía
Su vocación inicial fue la de pintor. Tras intentar vivir de la pintura sin éxito, fue asistente del escultor español Miguel Ortiz Berrocal, en cuya biblioteca descubrió el mundo del cómic.
Durante sus estudios de arquitectura en la Universidad de Venecia, en 1968, lanza su primer cómic, Genius, una combinación de género negro y erotismo publicada en formato de bolsillo. En 1972 dibuja la serie Jolanda de Almaviva, con guion de Francesco Rubino, y paralelamente realiza carteles y otros trabajos gráficos para agrupaciones políticas. Fruto de su concienciación social en esa época son sus diversos cómics con un marcado mensaje político, como Alessio il Borghese, Telerompo y Strategia della Tensione (para el partido socialista italiano), todos con guion de Sileverio Pisù. Con el mismo guionista realiza en 1976 El Rey Mono, adaptación de una leyenda folclórica china, aparecida en la revista Alter. Para el semanario juvenil Corriere dei Ragazzi ilustra La parola alla giuria (guion de Mino Milani) y para el editor francés Larousse elabora varios episodios de sus colecciones L´histoire en bandes dessinées y La découverte du monde. Participa en la colección Un hombre, una aventura con el álbum El monje del Tíbet (guion de Alfredo Castelli).
En 1979 aparece en la revista À Suivre, su primera obra como único autor, H.P., primera entrega de Las aventuras de Giuseppe Bergman, en la que rinde homenaje a Hugo Pratt. Con este último como guionista tendría ocasión de colaborar en 1983 con "Verano Indio" y ,tiempo después, con El gaucho. Además de hacer vivir a Giuseppe Bergman nuevas hazañas en los álbumes Tal vez soñar, Aventuras africanas y Camino oculto, en 1983 debuta su obra más célebre, El clic, que lo encumbrará como uno de los grandes autores de cómic erótico y conocerá hasta cuatro continuaciones, además de ser adaptada al teatro y al cine de imagen real. Dentro del mismo género, Manara lanza sucesivamente El perfume del invisible —del que existe una secuela, Desnuda por la ciudad, y una adaptación animada—, Cámara indiscreta, Gulliveriana, Kamasutra, La metamorfosis de Lucio, El arte del azote, Cita fatal y WWW. En una línea más satírica, Revolución (2000) es una crítica a los poderes de las cadenas televisivas. Después del trabajo en otros campos volvió al erotismo, combinándolo con la ciencia ficción, en Piranesi: el planeta prisión.
Manara ha colaborado también con Federico Fellini, para el que realizó carteles de algunas de sus películas y la versión en historieta de dos guiones suyos que no llegó a llevar al cine, Viaje a Tulum y El viaje de G. Mastorna. Para el también cineasta Pedro Almodóvar ilustra su novela Fuego en las entrañas. Su trabajo lo dedica principalmente a la ilustración y la publicidad, además de realizar cómics para soporte digital y de diseñar los personajes para el largometraje de animación francés La légende de Parva.

## Valoración crítica
Según Ricardo Aguilera y Lorenzo Díaz, «su producción erótica evidencia todos los defectos y virtudes del cómic erótico actual», afirmando de El Click (1984) que «El dibujo es perfecto, limpio y elegante; el contenido nulo y sin interés: se limita a enlazar una anécdota sexual tras otra». Sus protagonistas, por su parte,

poseen matices andróginos, libidos insaciables, códigos amorales y, sin embargo, suelen estar bañados por una infantil inocencia. Las chicas de Manara en fase de máxima excitación son una turbadora mezcla entre la voraz ninfómana entregada a sus vicios y la cándida colegiala que se aplica en los deberes que más le gustan.

## Obra
- Genius (1968).

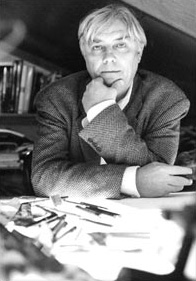
Milo Manara. Imagen de Joe Zattere.

- Jolanda de Almaviva (1972), guion de Francesco Rubino.
- La parola alla giuria (1975).
- El rey mono (1976), adaptación de la célebre fábula china. Guion de Silverio Pisu.
- HP y Giuseppe Bergman (1978).
- El descubrimiento del mundo (1979), guion de Jean Ollivier y Pierre Castex.
- El monje del Tíbet (1979), guion de Alfredo Castelli.
- Dies Irae: Las aventuras africanas de Giuseppe Bergman (1980).
- Hombre de papel (1981).
- El Clic (1983), su obra más famosa.
- Glamour Book (1984).
- La apariencia engaña (1984).
- El perfume del invisible (1985).
- Diario de Sandra F. (1985).
- Verano indio (1986), melodrama histórico con guion de Hugo Pratt.
- Cámara indiscreta (1988).
- Foemina (1988).
- Rosa Shocking (1988).
- El arte del azote (1989), que ilustra un relato de Jean-Pierre Enard.
- Tal vez soñar...: Las aventuras orientales de Giuseppe Bergman (1989).
- 1789. La Rivoluzione Francese (1989).
- Viaje a Tulum (1990), que adapta un guion inédito de Federico Fellini.
- Click 2 (1991).
- El gaucho (1991), con guion de Hugo Pratt.
- El sueño de Oengus (1991), guion de Giordano Berti.
- El viaje de G. Mastorna, llamado Fernet (1992), guion de Federico Fellini.
- El Juego (1992).
- Milomanara (1992).
- Click 3 (1994).
- El perfume del invisible 2: Desnuda por la ciudad (1995).
- Gulliveriana (1996).
- Cita fatal (1997).
- Kamasutra (1997).
- Lettere di una Monaca Portoghese (1997).
- Camino oculto: Las aventuras urbanas de Giuseppe Bergman (1998).
- Afrodita (1998), guion de Pierre Louÿs.
- WWW (1998).
- Revoir les etoiles (1998).
- La metamorfosis de Lucius (1999).
- Legambiente (1999).
- Bolero (2000).
- Revolución (2000).
- Click 4 (2001).
- Manara Memory (2001).
- Sensualitars: La modèle (2001).
- Piranèse: El planeta prisión (2002).
- Creature di Sogno (2003).
- Los Borgia (2005), guion de Alejandro Jodorowsky.
- City Hunters (2006), creada por Gastón Gorali y Alberto Stagnaro.
- Quarantasei  (2007)
- X-Men: Ragazze in fuga  (2009)con guion de Chris Claremont
- Caravaggio (1/2)  (2016)
- El Nombre de la rosa  (2023)